# Vennelyst Ingeniør- og Entreprenørforretning
Vennelyst Ingeniør- og Entreprenørforretning A/S er en dansk entreprenørvirksomhed med hovedkvarter i Hjørring og afdelinger i Sæby og Brønderslev. Virksomheden ejes af, Jan Iver Christiansen, som i 2020 ændrede selskabsstrukturen til et aktieselskab. I 2023 havde de 226 ansatte.